# 예송
예송(禮訟, 문화어: 례송) 또는 예송논쟁(禮訟論爭, 문화어: 례송론쟁)은 예절에 관한 논란으로, 효종에 대한 계모이자 효종비(妃) 인선왕후에 대한 시가 계모 자의대비(慈懿大妃)의 복상기간을 둘러싸고 현종·숙종 시대에 발생한 서인과 남인간의 관련된 두번씩의 상대적인 논쟁이다.
조선 후기에 차남으로 왕위에 오른 효종의 정통성과 관련하여 1659년 효종 승하 시와 1674년 효종비 인선왕후의 훙서 시를 비롯한 총 두 차례에 걸쳐 일어났다. 이때 인조의 계비 자의대비의 복제가 결정적인 쟁점이 되었기 때문에 복상문제(服喪問題)라고도 부른다.
서인은 효종이 인조의 적장자가 아님을 들어 왕과 사대부에게 차라리 동일한 예가 적용되어야 한다는 입장에서 1년설과 9개월설을 주장하였고, 남인은 왕에게는 일반 사대부와 다른 예가 적용되어야 한다는 입장에서 3년설과 1년설을 각각 주장하여 대립하였다. 당초 허목, 윤휴와 송시열의 예론대결로 흘러가던 중 윤선도가 송시열은 효종의 정통성을 부정했다고 지적하였고, 이 사건을 계기로 예송은 토론에서 이념 대립으로 격화된다. 효종상인 기해예송(1차)과 인선왕후상인 갑인예송(2차)으로 두차례 전개되었다.

## 배경
인조 이래 서인에게 정권을 빼앗겼던 남인은 다시 집권할 기회를 엿보고 있었는데, 1659년(효종 10년) 효종이 승하하자 효종의 계모후(繼母后) 자의대비의 복상은 서인의 뜻을 따라 기년(朞年·만 1년)으로 정하고, 곧 이어서 현종이 즉위하였다.
성리학 도입 이후 고려후기부터 일반 사대부와 평민은 주자가 편찬한 『주자가례』(朱子家禮)를 따라 관혼상제의 사례로 따랐고, 왕가는 성종 초반까지도 주자가례를 따르다가 성종 대에 제정한 『국조오례의』(國朝五禮儀)를 기준으로 했다. 그런데 『국조오례의』에는 효종처럼 차자로서 왕위에 올랐다가 죽었을 경우 어머니가 어떤 상복을 입어야 하는지에 관해 규정이 없었고, 이것이 훗날 논란의 시발점으로 작용하게 된다.

## 기해예송
제1차 예송이라고도 하는 기해예송(己亥禮訟)은 1659년 효종이 죽자, 계모 자의대비의 복상기간을 중자(衆子, 장남이 아닌 아들)의 예에 따라 기년복(1년)으로 할 것인가 장남의 예로서 참최복(3년)으로 할 것인가에 대한 논란으로 시작되었다. 1660년(현종 1년) 음력 3월, 남인 허목 등이 상소하여 조대비의 복상에 대해 3년설을 주장하면서 들고 일어나 맹렬히 서인을 공격하여 잠잠하던 정계에 풍파를 일으켰다. 이에 대하여 서인 송시열과 송준길 등은, 효종이 인조의 제2왕자이므로 계모후(繼母后)인 자의대비의 복상에 대해서는 기년설(朞年說·만 1년)이 옳다고 대항하였고, 남인 허목과 윤휴 등은 또다시 이를 반박하여 효종은 왕위를 계승하였기 때문에 적장자(嫡長子)나 다름없으니 3년설이 옳은 것이라고 반박하였다.
복제를 몇년을 입느냐를 놓고 논란이 진행되면서 남인인 허목은 효종이 일단 왕위를 계승하였으니 왕통과 국통을 이은 장자라고 해석했고, 소북계의 윤휴는 장자가 죽으면 적처 소생 제2자를 장자로 세운다고 한 의례의 경구를 인용하여 효종은 비록 둘째 아들이나 적자로서 왕위를 계승했기 때문에 차장자이고 3년상을 치러야 한다고 주장했다. 그러자 송시열은 『의례』의 사종지설(四種之說, 왕위를 계승했어도 3년상을 치를 수 없는 이유) 중 체이부정(體而不正, 적자이지만 장자가 아닌 경우)에 입각하여 효종은 인조의 차자이므로 1년상이 옳다고 반박했다.
송시열은 오히려 문종, 세조, 광평, 금성, 임영대군을 차례로 잃으면 세종대왕은 3년씩 열 번을 상복을 입느냐고 반박하였다. 허목과 윤휴는 누구든지 왕위를 계승하면 어머니도 일단 신하가 되어야 한다는 입장이었고, 송시열·송준길은 효종이 자의대비를 지존(왕후)으로 받들었을 뿐더러 아들이 되어 어머니를 신하로 삼을 수 없다고 하자, 윤휴는 왕자의 예는 일반 사서와는 다르다며 반론을 제기했다.
영의정·정태화 등의 대신들은 송시열 시왕지제(時王之制,『주자가례』에 있는 모자간의 복식)에 따라 기년복을 채택했지만, 1660년 허목이 상소를 올려 예송은 다시 일어나게 되었다. 허목은 윤휴의 차장자설에 입각한 3년상을 찬성하면서 첩의 자식으로 왕위에 오른 경우만 체이부정에 해당된다며, 효종은 정실이 낳은 차자이니 서자가 아니라고 했고, 송시열과 송준길은 주자가례에 적장자 외의 중자는 모두 서자로 본다고 했다. 허목은 송시열, 송준길이 효종을 첩의 자식으로 둔갑시켰다며 문제삼았고, 결국 자기 주장을 관철시키기 위해 상복도까지 첨부시켜 현종의 앞에서 송시열과 송준길을 공격했다. 그러나 송시열은 끝내 초지를 굽히지 않아 결국 기년설이 그대로 채택되고 서인은 더욱 세력을 얻게 되었고, 이것이 소위 기해예송이다.
허목과 윤휴, 송시열의 예론대결로 흘러가던 중 윤선도가 송시열은 효종의 정통성을 부정했다고 지적하였다. 이 사건을 계기로 예송은 토론에서 이념 대립으로 격화된다.

### 윤선도의 상소

윤선도 초상

인조반정 후 서인은 낙당과 산당으로 나뉘었다. 이 중 김장생, 김집, 원두표, 송시열, 송준길, 윤선거 등 서인 산당 세력은 소현세자와 민회빈 강씨가 억울하게 인조의 손에 죽었다고 확신하고 이들의 명예를 회복시키는 것을 당론으로 삼았다. 그 뒤 이괄의 난과 이귀, 김류, 이서의 죽음과 김자점 일파의 역모 적발로 서인 낙당이 몰락하면서 정권을 독차지한 서인 산당은 이를 공론화시키고자 하였으나 효종의 강경한 거부로 뜻을 이루지 못했다. 황해도관찰사인 김홍욱은 소현세자빈 강씨의 복권을 청하는 상소를 올렸다가 효종의 손에 죽임당한다. 이후 서인 산당은 소현세자, 강씨, 김홍욱 복권을 당론으로 정하고 틈틈이 이를 상소하여 관철시키려 했다.
남인 윤선도는 자의대비의 복제를 효종의 종통과 연결시켜 효종은 적통을 이은 왕인데 송시열 등의 기년복을 따른다면 효종의 종통은 애매하게 되고, 소현세자와 그의 자손들에게 적통을 주는 것이 된다, 그러면 효종은 가짜왕이냐 섭정황제냐라고 비판하였다. 여기에 서인이 당론으로 소현세자, 민회빈 강씨, 김홍욱 복권을 당론으로 정한 것도 문제삼았다. 서인들은 이를 정치공세로 해석하고 격분한다.
이에 위기감을 느낀 서인들은 일제히 윤선도가 이종비주(종통을 둘로 나누고, 임금을 비천하게 함)를 내세워 송시열과 송준길을 공격한 것은 예론을 빙자한 흉악한 모함이라고 성토하여 윤선도를 삼수로 유배보냈다. 서인 부제학 유계는 윤선도의 상소를 불태울 것을 주장하여, 현종이 상소를 돌려주었는데도 결국 불살르게 한다. 그리고 윤선거, 김수홍 등 허목, 윤휴의 원론이 맞다고 주장한 서인 내부를 당론통일에 협조하라며 단속하기에 이른다.
송시열의 사돈이며 윤선거의 사돈인 탄옹 권시는 송시열과 송준길이 장악한 조정에서 바른말을 하는 것이 무슨 죄냐며 옹호했다가 서인언관들의 성토로 관직을 잃고 낙향했고, 조경은 윤선도를 구원하면서 송시열을 공격하다가 좌천되었다. 남인 홍우원은 윤선도의 유배지가 너무 멀다고 선처를 호소했다가 파직당한다. 서인과 남인의 대립이 격화되었고, 1666년(현종 7년) 영남 남인 선비 1700여 명이 송시열을 비난하는 상소를 올리고, 성균관 유생 등의 반박상소로 절정에 이르렀다.
결국 현종이 직접 중재에 나서 기해년 복제는 사실상 『국조오례의』에 따른 것이지 고례를 채택한 것이 아니다. 따라서 다시 복제를 가지고 서로 공격하는 일은 없어야 할 것이며 기해예송을 다시 언급하는자가 있으면 중형으로 다스리겠다고 하여 1차예송은 일단락되었다. 그 뒤에도 예에 관한 논란이 약간 있었으나 이를 뒤집지는 못한다.

## 갑인예송

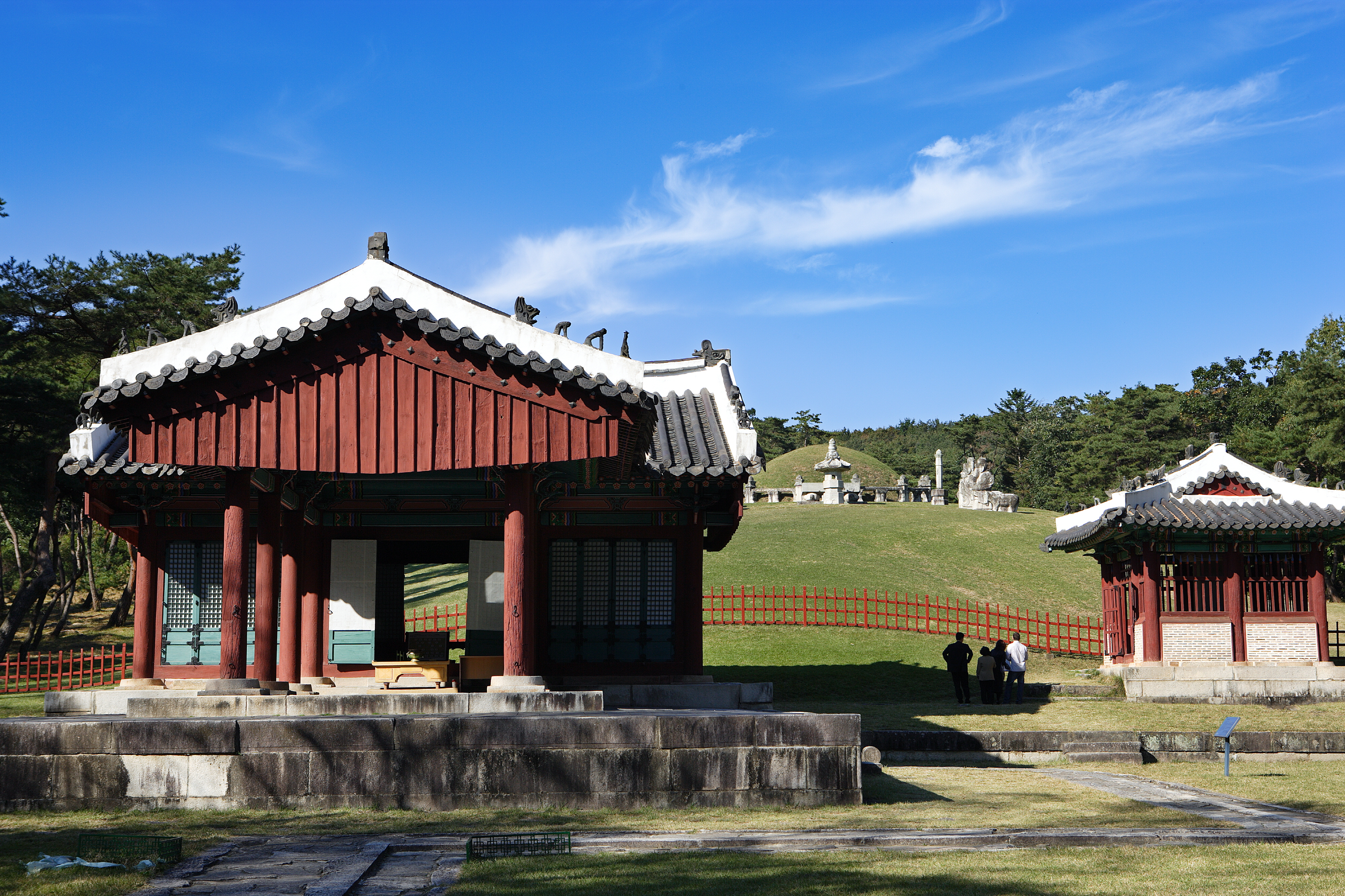
효종과 인선왕후의 무덤 영릉(寧陵)

그 후 1674년(현종 15년) 효종의 비(妃) 효숙왕대비(孝肅王大妃, 인선왕후)가 돌아가자, 금지되었던 예송이 재연되었는데, 이 사건이 제2차 예송이라고도 하는 갑인예송(甲寅禮訟)이다. 이때는 송시열과 김수항은 기해예송 때처럼 효종비는 차자의 부인이므로 자의대비는 대공을 입어야 한다고 주장했다. 그런데 갑인예송에서는 현종의 장인인 김우명과 처사촌 김석주가 서인이면서도 송시열을 제거하고 정권을 장악하기 위해 남인과 연계하여 효종비를 장자부로 보고 기년설을 찬성했다.
『가례』에 의하면 효종비를 장자부로 보면 기년, 차자부로 보면 9개월 대공복이고, 『국조오례의』에 의하면 장자부든 차자부든 모두 기년이었다. 이때 남인은 대공설(大功說·자의대비)의 복상을 서인의 주장대로 기년(朞年)으로 정해 놓았는데, 이제 와서 서인의 주장대로 대공(大功)으로 고친다는 것은 이치에 닿지 않는 부당한 일이라고 들고 일어나며, 전번에 정한 대로 기년(朞年)으로 해야 한다고 주장하였다. 현종은 기해년의 복제는 고례를 쓴 것이 아니라 국제를 쓴 것인데 선왕의 은혜를 입고도 체이부정이란 말을 할 수 있느냐며 기년복을 찬성했다.
결국 남인이 예송에서 승리하게 되어 대공복설을 주장한 영의정 김수홍 등 서인들이 정계에서 축출되고, 영의정 허적을 제외하고 축출되어 있던 남인들이 다시 조정에 돌아오게 되었다. 이번에는 남인이 주장하는 기년설이 채용되어 남인이 다시 득세하게 되었으니, 이것이 갑인예송이다. 하지만 여전히 조정의 대부분은 서인들이 독차지 했는데 영의정인 김수흥, 좌의정인 정지화, 우의정인 이완이 교체되는데 새로운 조정에는 영의정에 허적, 좌의정에 김수항, 우의정에 정지화가 앉는다. 그리고 이조판서인 홍처량, 호조판서인 민유중, 예조판서인 장선징, 병조판서인 김만기, 형조판서인 이은상, 공조판서인 이정영은 계속 유임된다.
1674년 현종이 갑자기 죽고, 13세의 숙종이 왕위에 올랐다. 여전히 조정은 서인이 다수를 차지했는데 영의정에는 허적이 재임, 3임에 성공을 하고 좌의정에는 정치화가 앉았다가 김수항이 다시 앉았고 우의정에는 김수항이 앉았다가 권대운이 차지를 했다. 이조판서는 민정중이 차지를 했다가 다시 이정영이 제수되고 곧 오시수로 교체된다. 그리고 호조판서는 오정위로 교체된다. 예조판서는 김만기로 교체되었다가 권대운으로 다시 교체되었고 곧 장선징으로 다시 교체되었다. 병조판서 역시 이상진으로 교체되었다가 권대운이 차지, 곧 김석주가 그 자리를 차지한다. 형조판서는 오정위로 교체되었다가 오시수가 그 자리를 차지했다. 공조판서는 이상진으로 교체되었다. 그런데 1차 예송 때부터 송시열이 예를 잘못 인용하여 효종과 현종의 적통을 그르쳤다는 진주 유생 곽세건의 상소가 올라온다. 서인들은 곽세건의 처벌을 말했으나 숙종은 곽세건의 주장을 받아들여 현종의 묘지명에 그 사실을 기록하려 했으나 송시열이 이를 거부했다. 결국 그의 제자 이단상에게 묘지문을 맡겼으나 거절했고, 격분한 숙종은 스승만 알지 임금은 모른다며 이단상을 파직시키고 송시열을 덕원부로 귀양보냈다. 이후 영의정 허적은 4임에도 성공을 했으며 좌의정에는 권대운이, 우의정에는 허목이 제수되었고 이조판서에는 윤휴가, 호조판서에는 오정위가, 예조판서는 민희가, 병조판서는 김석주가, 형조판서는 목내선이, 공조판서는 유혁연이 자리를 차지했다. 이 당시 병조판서인 김석주를 제외하고는 모두 남인들이 자리를 차지한 것이다.
서인들은 송시열을 구원하는 상소를 올렸고, 허목과 윤휴는 송시열과 그를 옹호하는 서인 세력들까지 처벌하려 하여 서인과 남인의 대립은 다시 격화되었다. 그러나 복제문제로 인한 당쟁은 끊이지 않았다. 숙종은 1679년 3월 앞으로 예론을 가지고 문제삼거나 상소를 올리는 자가 있으면 역률로서 다스리겠다고 하여 논쟁을 금지시킴으로써 2차 예송이 종결되었다. 그 당시 남인 조정에는 영의정 허적, 좌의정 권대운, 우의정 민희가 삼정승을 차지했고 이조판서 홍우원, 호조판서 목내선, 예조판서 오시수, 병조판서 김석주, 형조판서 윤휴, 공조판서 이무가 육조판서 자리를 차지했는데 이 때도 김석주를 제외하고는 모두 남인이 조정을 쥐고 있었다.

## 영향
두 차례의 예송은 표면상으로는 예학과 관혼상제의 문제였지만, 사실은 왕위 계승의 정당성 문제와 왕위계승 원칙인 종법의 이해 차이가 얽힌 서인과 남인 간의 논쟁이었다. 처음에 예론을 이견으로 접수했던 송시열과 송준길, 김수항은 이 사건을 계기로 남인을 대하는 태도가 경직된다.
예송 논쟁이 일어나기 전에는 서인과 남인이 기본적으로 서로의 학문적 입장을 인정하는 토대 위에서 상호 비판적인 공존 체제를 이루어 나갔다. 이러한 건전한 공존의 붕당 정치는 예송 논쟁을 기점으로 무너지고, 서인과 남인 사이의 대립은 격화된다. 이러한 대립의 격화는 훗날, 숙종 때에 환국으로 이어지게 된다.

## 기타
예송은 주자학의 핵심내용인 종법과 예의 불변성을 강조하여 왕, 사대부, 평민 모두에게 예외 없이 적용하려던 송시열, 송준길 등 주자정통주의와 국왕만은 예외라며 예의 가변성을 인정하려는 윤휴, 허목의 주자비판론자, 탈주자주의자, 탈유교주의자의 사상적 대립이었다.

## 같이 보기
- 붕당
- 환국

## 참고 서적
- 박영규, 한권으로 보는 조선왕조실록 (들녘, 1998)
- 허권수, 《17世紀 文廟從祀와 禮訟에 관한 硏究: 近畿南人과 嶺南南人의 提携를 中心으로》 (成均館大學校, 1992)
- 이덕일, 당쟁으로 보는 조선사 (석필, 1998)
- 이범직, 《한국중세예사상연구》 (일조각, 1991)
- 배종호, 한국유학의 철학적 전개 (원광대학교 출판부, 1989)
- 이덕일, 송시열과 그들의 나라 (김영사, 1998)
- 유명종, 조선후기성리학 (이문사, 1985)
- 고영진, 조선중기의 예설과 예서:서울대학교 박사학위논문 (서울대학교 출판부, 1992)